# 피에르 보롱베르제
피에르 보롱베르제(Pierre Raymond Maurice Braunberger, 1905년 7월 29일 ~ 1990년 11월 16일)는 프랑스의 배우, 영화 프로듀서, 영화배우, 텔레비전 배우이다.
파리에서 태어났으며 오베르빌리에에서 사망하였다.

## 영화
- 권태의 실험실 (1971년)
- 투 캐치 어 스파이 (1971년)
- 우리의 후견인 장 르누아르 3부 : 규칙과 예외 (1967년) - 본인 역
- 우리의 후견인 장 르누아르 1부 : 상대성의 탐구 (1967년) - 본인 역
- 비브르 사 비 (1962년)
- 물 이야기 (1961년)
- 사랑은 존재한다 (1960년)
- 샤를로뜨와 그녀의 쥘 (1960년)
- 피아니스트를 쏴라 (1960년)
- 스티렌의 노래 (1959년)
- 모든 남자의 이름은 패트릭이다 (1959년)
- 양치기 전법 (1956년)
- 게르니카(영어판) (1949년)
- 시골에서의 하루 (1936년)